# Christian Gratzei
Christian Gratzei est un footballeur autrichien né le 19 septembre 1981. Il évolue au poste de gardien de but.

## Carrière
- 2000-2001 : DSV Leoben  Autriche
- 2001-2002 : Grazer AK  Autriche
- 2002- : SK Sturm Graz  Autriche

## Sélections
- 10 sélections et 0 but avec l' Autriche entre 2009 et 2012.